# Stygnicranella
Stygnicranella is een geslacht van hooiwagens uit de familie Cranaidae.
De wetenschappelijke naam Stygnicranella is voor het eerst geldig gepubliceerd door Caporiacco in 1951. 

## Soorten
Stygnicranella is monotypisch en omvat slechts de volgende soort:
- Stygnicranella pizai